# 1297 Кадея
1297 Кадея (1297 Quadea) — астероїд головного поясу, відкритий 7 січня 1934 року.
Тіссеранів параметр щодо Юпітера — 3,222.